# Abbaye de Drübeck
L'abbaye de Drübeck est une ancienne abbaye des religieuses bénédictines à Ilsenburg, située dans le village de Drübeck au pied nord du Harz en Saxe-Anhalt, Allemagne. Elle appartient aujourd'hui à l'Église protestante en Allemagne qui y abrite un institut pédagogique de théologie et un établissement d'enseignement pastoral.

## Historique

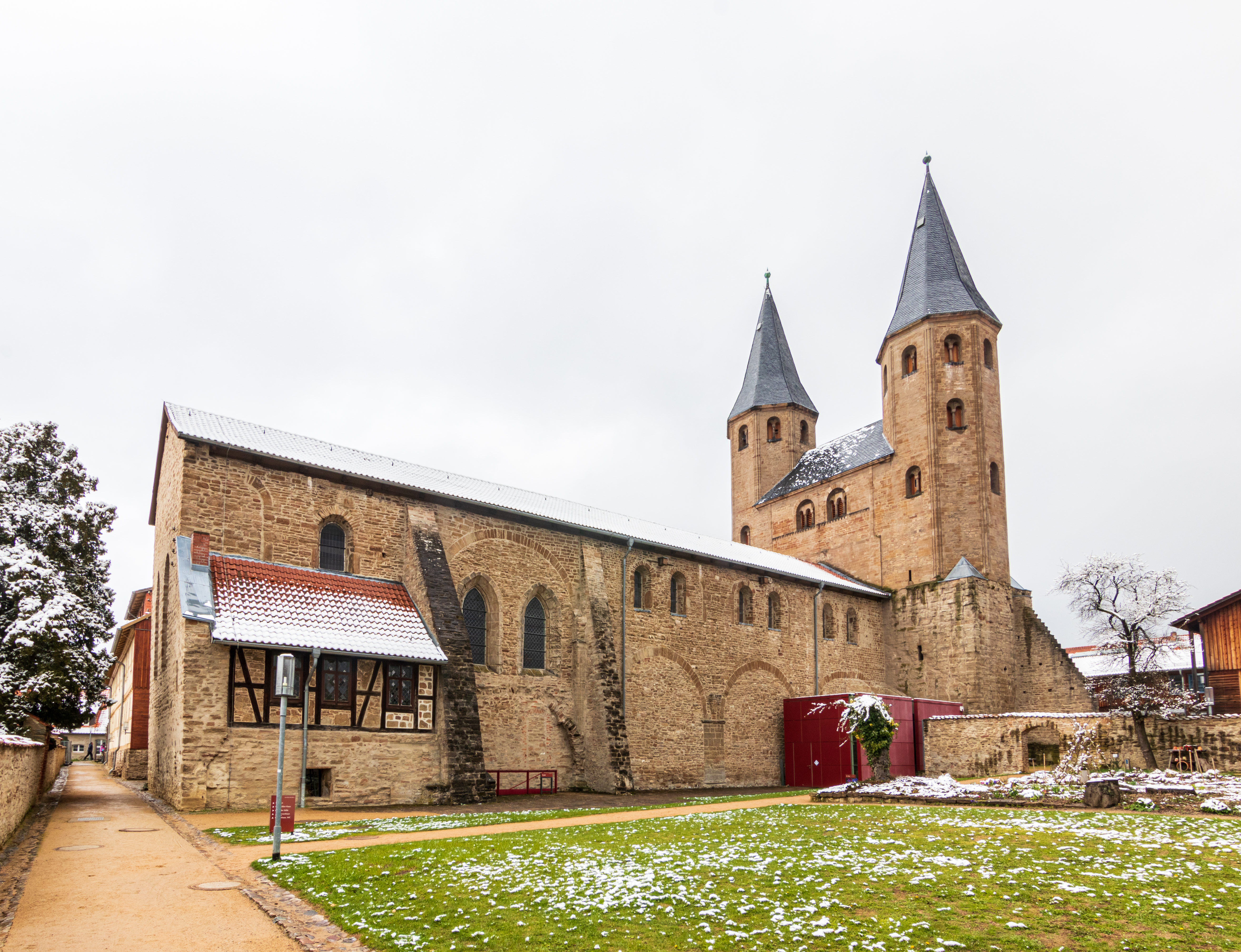
L'église abbatiale.

Le 26 janvier 877 était mentionnée autrefois comme la date de fondation de l'abbaye de Drübeck ; cependant les historiens contemporains estiment que le 10 septembre 960, date à laquelle elle a été mentionnée par écrit pour la première fois, se rapproche plus de sa fondation. Le roi Otton Ier ordonne des aménagements du couvent sous le nom de Drubechi, tenu par des religieuses bénédictines et consacré à saint Guy (St. Vitus). Le 8 septembre 980, son fils, l'empereur Otton II, confirme les privilèges de l'abbesse qui est élue librement, et ceux de l'abbaye qui obtient les mêmes droits que ceux des abbayes impériales de Quedlinbourg ou de Gandersheim.
Au cours de la Réforme protestante et la guerre des Paysans au XVIe siècle, les religieuses sont expulsées. Les bâtiments appartiennent à partir de 1687 aux comtes de Stolberg à Wernigerode. Ceux-ci y fondent en 1732 une abbaye de dames luthériennes (Frauenstift). Au départ de la dernière abbesse, née comtesse Magdalena de Stolberg-Wernigerode, en 1946, l'ancienne abbaye passe à l'Église protestante-luthérienne de Saxe, qui en demeure propriétaire à l'époque de la république démocratique allemande.

## Bâtiments

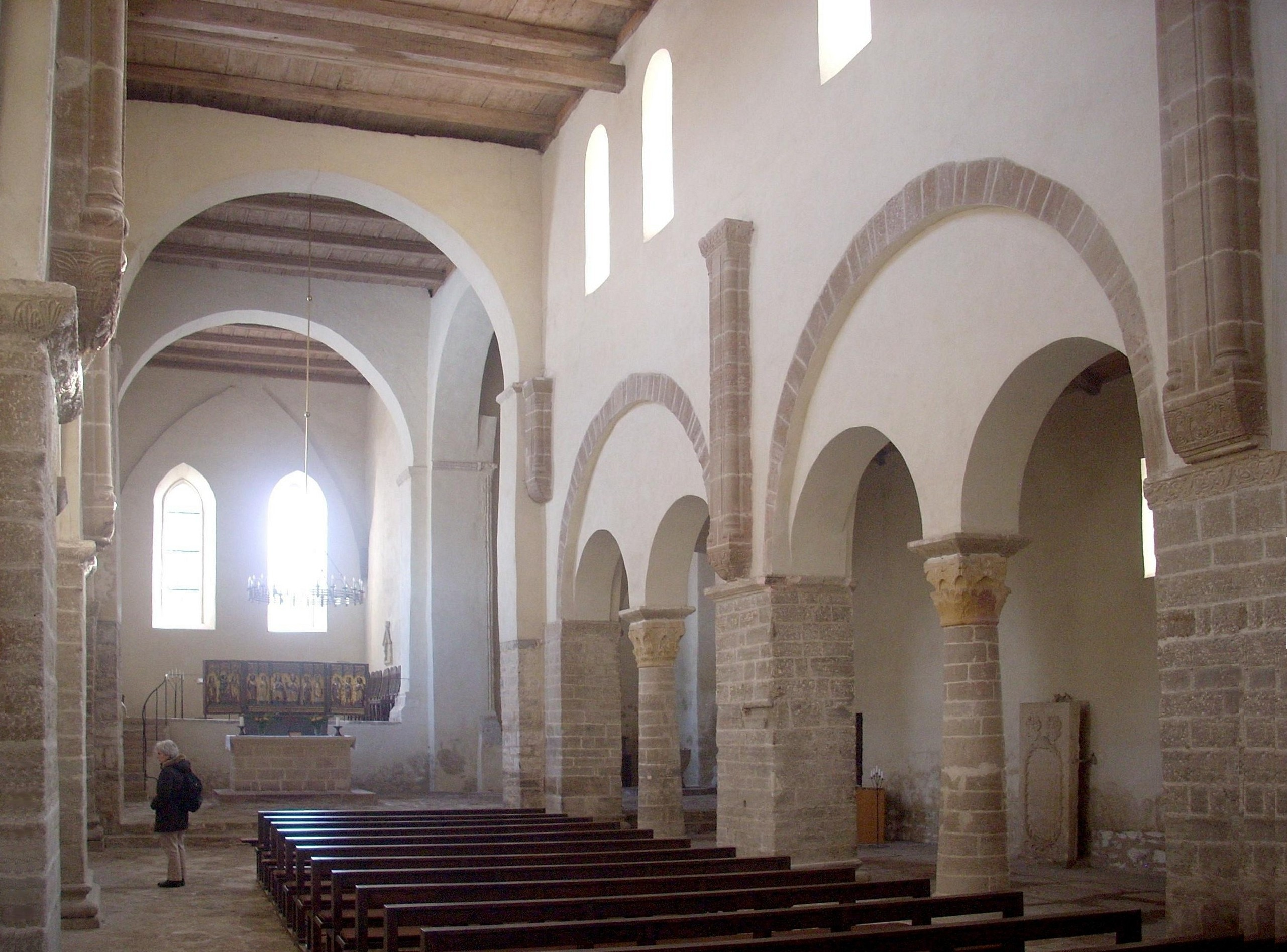
La nef de l'église.

Les parties les plus anciennes de l'abbaye datent de 1004 ; le roi Henri II ordonne alors des reconstructions. Elle est de style ottonien et l'église abbatiale se présente alors sous la forme d'une basilique à toit plat avec trois double-travées, tandis que la nef fait simplement alterner des piliers et des colonnes (Stützenwechsel).
Au XIIe siècle, d'imposants travaux ont lieu, avec la façade ouest et les tours jumelles. Des stalles sont installées dans le chœur et les arcs reconstruits.
L'église et les bâtiments abbatiaux sont gravement endommagés par la guerre des Paysans au XVIe siècle, puis en partie incendiés en 1599. Des restaurations ont lieu sans que l'église ne soit mise au goût baroque.
On peut admirer les restes du tombeau de la première abbesse légendaire Adelbrin (Xe siècle) dans la crypte.

## Illustrations

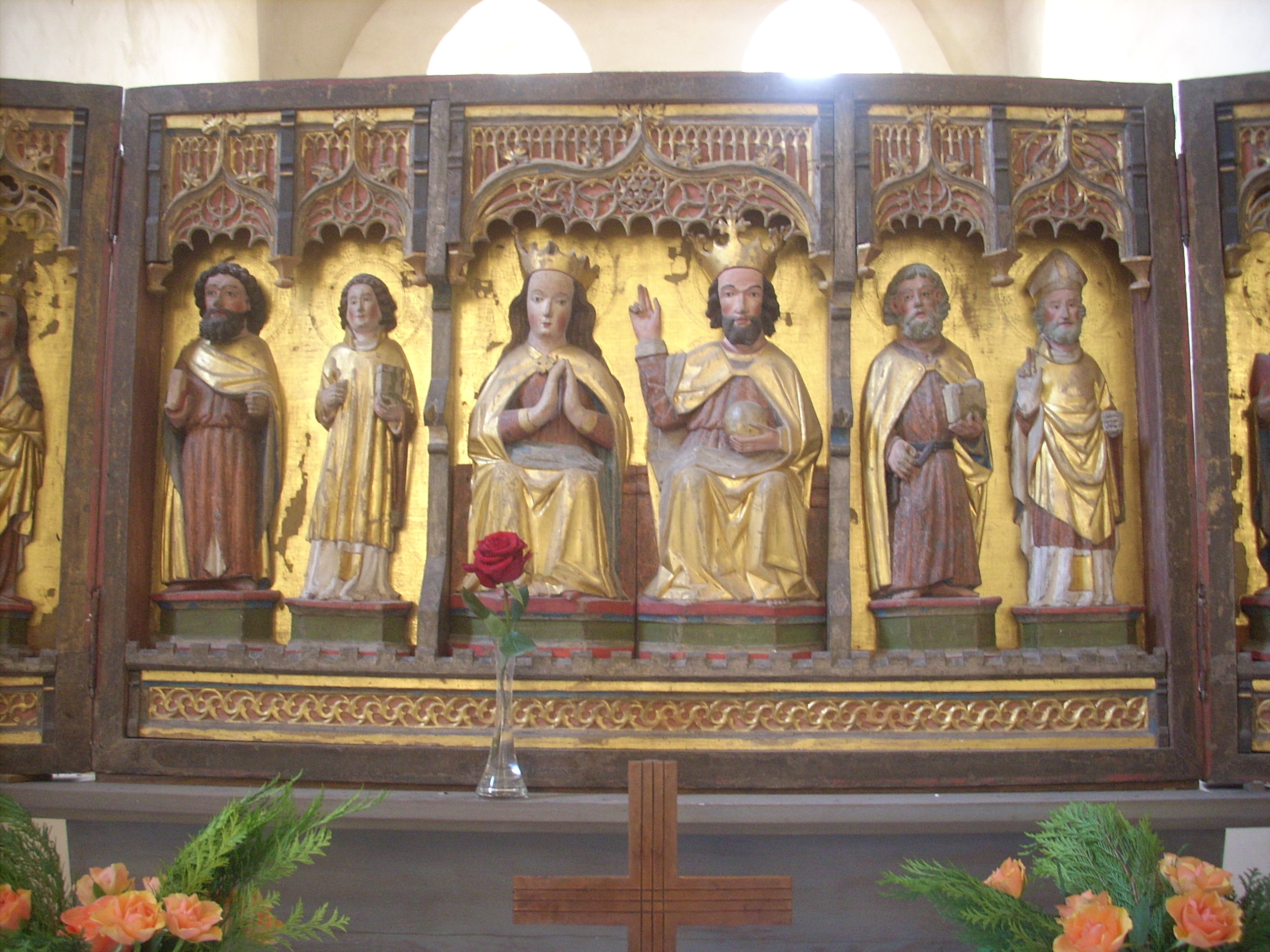
Autel représentant la Vierge couronnée par le Christ, entourée de saints
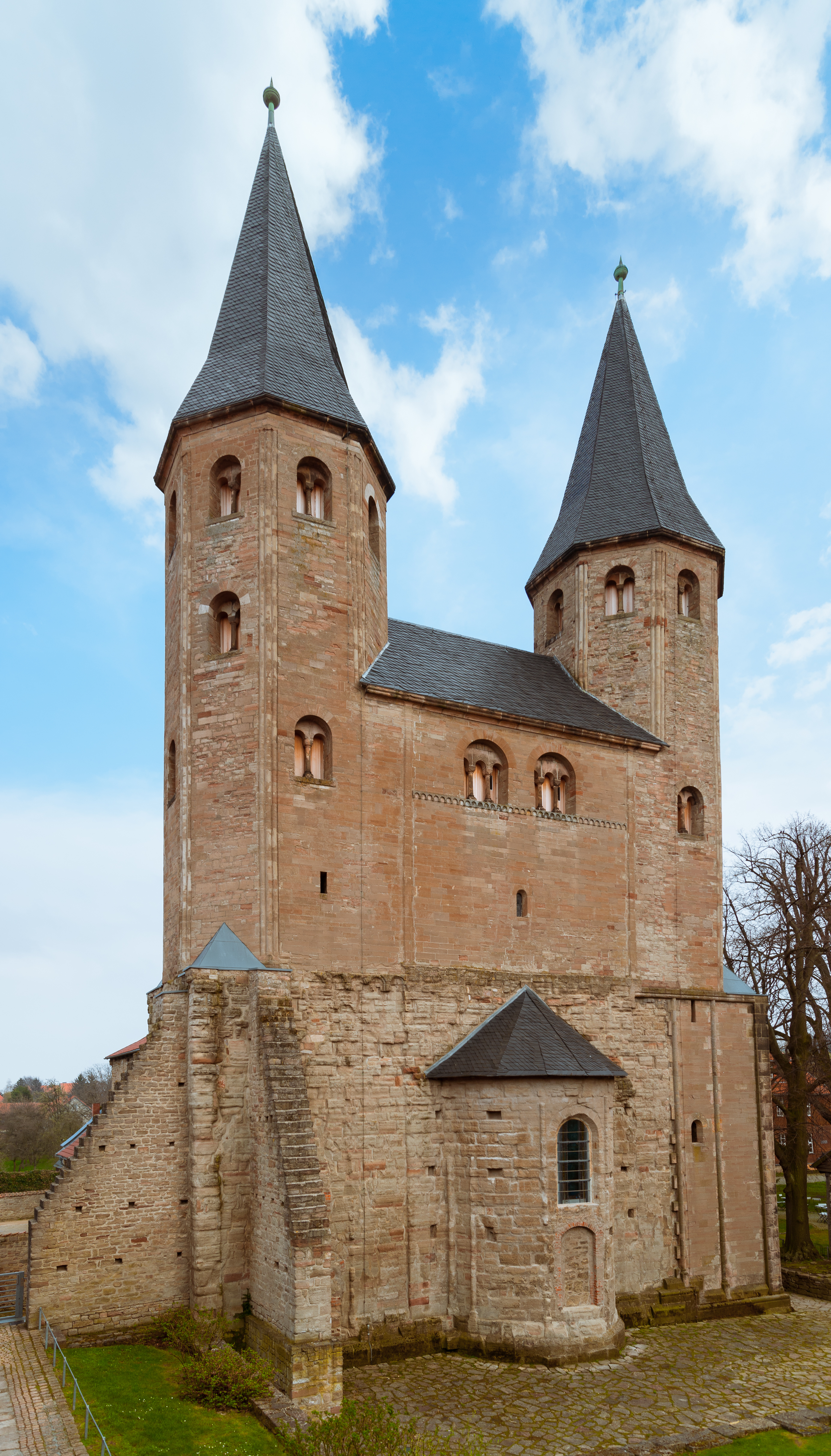
Tours jumelles de l'abbatiale (partie ouest)
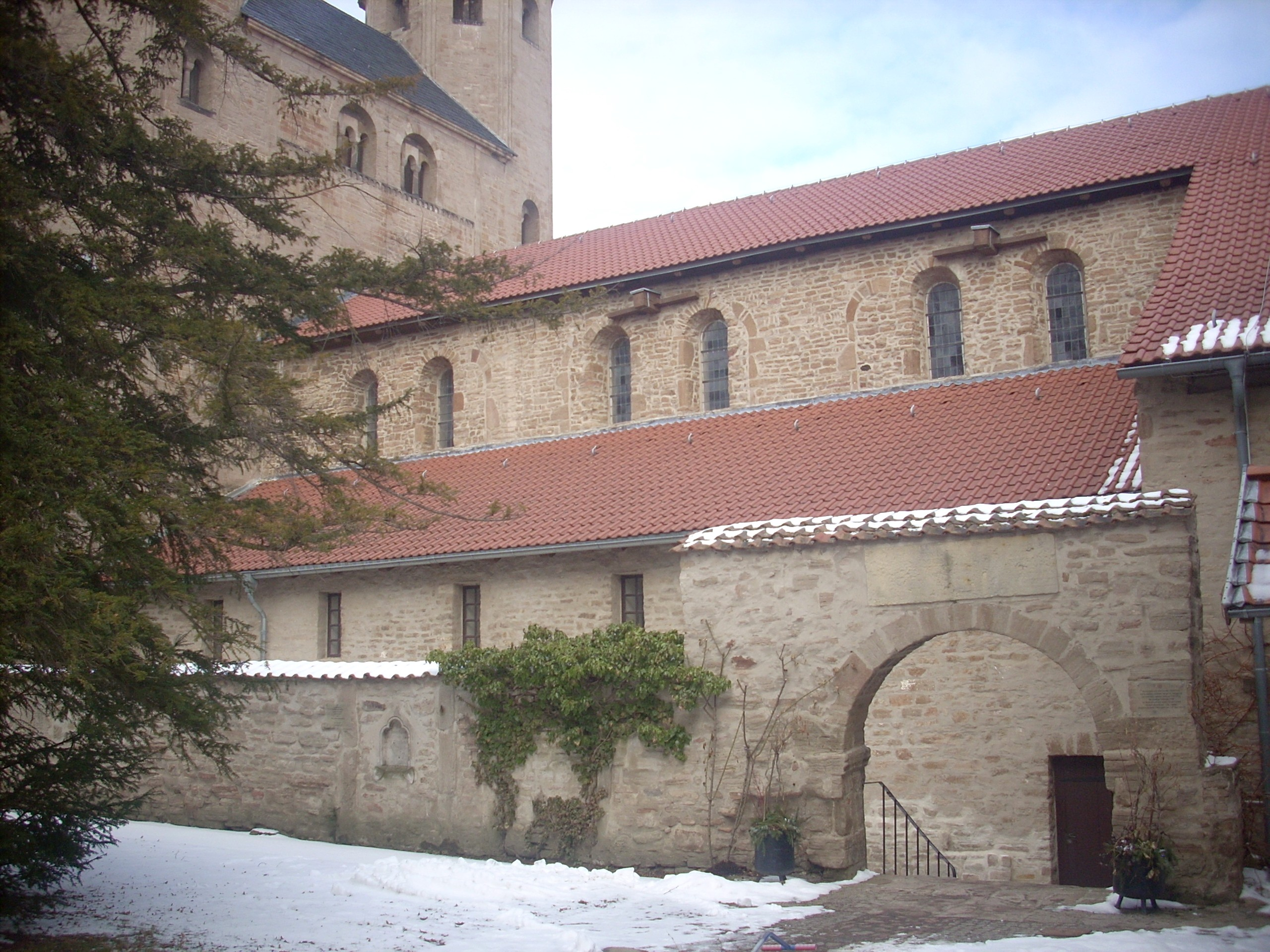
Vue de l'entrée sud
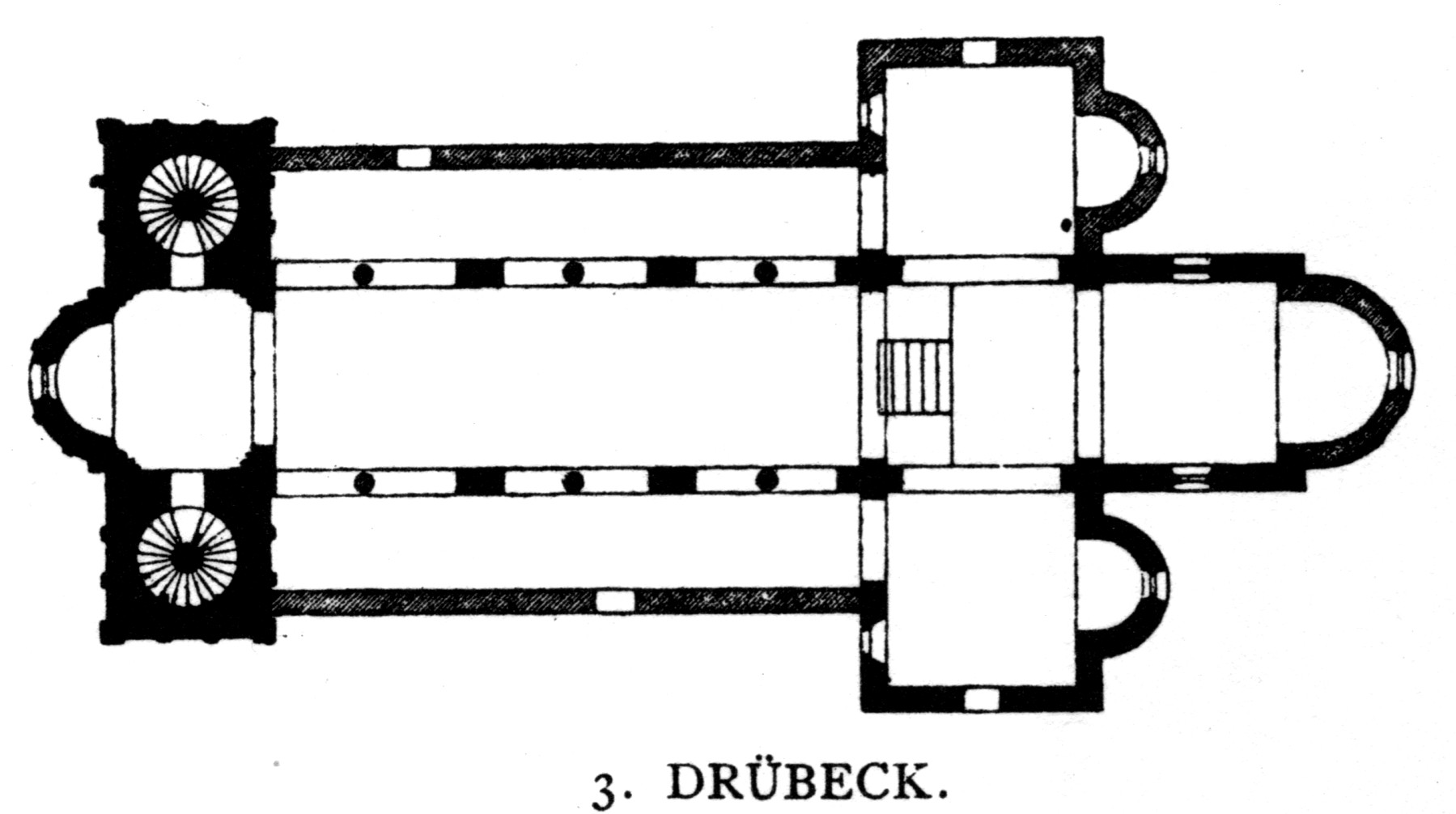
Plan de l'abbatiale

## Source
- (de) Cet article est partiellement ou en totalité issu de l’article de Wikipédia en allemand intitulé « Kloster Drübeck » (voir la liste des auteurs).